# Polycyrtus gibbulus
Polycyrtus gibbulus är en stekelart som beskrevs av Szepligeti 1916. Polycyrtus gibbulus ingår i släktet Polycyrtus och familjen brokparasitsteklar. Inga underarter finns listade i Catalogue of Life.